# Шарл-Йозеф де Лин
Шарл-Йозеф Ламорал Франсоас Алексис де Лин (на френски: Charles-Joseph Lamoral Francois Alexis de Ligne; * 23 май 1735, Брюксел, Белгия; † 13 декември 1814, Виена, Австрийска империя) е 7. княз на Лин (1766 – 1814), фелдмаршал, дипломат на служба при Хабсбургите, и писател от Австрийска Нидерландия (Белгия), посланик в Русия, кореспондира си с Волтер и Русо.

## Живот
Той е син на императорския и кралски фелдмаршал и държавен съветник Клод Ламорал II де Лин (1685 – 1766) и съпругата му принцеса Елизабет Александрина фон Залм (1704 – 1739), дъщеря на 5. княз Лудвиг Ото фон Залм (1674 – 1738) и принцеса Албертина Йохана фон Насау-Хадамар (1679 – 1716). Майка му умира, когато той е на четири години.
На 16 години той пътува до Виена и Мария Терезия го прави камерхер. Той следва класическа филология, история и военни науки. През 1752 г. влиза в регимента на баща си Ligne Infanterie и през 1755 г. се жени за княгиня Франциска фон Лихтенщайн (1739 – 1821).
През Седемгодишната война той се издига на полковник, и през Войната за баварското наследство (1778 – 1779) на фелдмаршал-лейтенант. За опита му през войните той пише книги.
От 1770 г. е доверено лице на император Йозеф II. През 1772 г. става рицар на австрийския Орден на Златното руно. През 1780 г. императорът го изпраща в Русия. През 1787 г. участва в пътуването на императрица Екатерина II в Крим у след това участва в Руско-турската война (1787 – 1792). Фамилията му се мести 1787 г. във Виена.
През 1808 г. Шарл-Йозеф става кайзерски кралски фелдмаршал. Той е член на брюкселската масонска ложа.
Умира по времето на Виенския конгрес през 1814 г. и е погребан в „гробището Каленберг“ във Виена. На внука му Ойген дьо Линь (Еуген де Лин) (1804 – 1880) е предложена през 1830 г. кралската корона, но той я отказва.
- Шарл-Йозеф де Лин

## Фамилия
Шарл-Йозеф се жени на 6 август 1755 г. във Фелдсберг за Франциска Ксаверия Мария фон Лихтенщайн (* 27 ноември 1739, Виена; † 17 май 1821, Виена), дъщеря на княз Емануел фон Лихтенщайн (1700 – 1771) и графиня Мария Анна Антония фон Дитрихщайн-Вайхселщет (1706 – 1777). Те имат седем деца:
- Шарл Антоан Йозеф Емануел (* 25 септември 1759, Брюксел; † 14 септември 1792, в битка), женен на 29 юли 1779 г. за принцеса Хелена Масалска (* 9 февруари 1763; † 10 октомври 1814)
- Франсоа Леополд (* 3 ноември 1764; † 6 януари 1771)
- Луис Еугене Марие Ламорал (* 7 май 1766, Брюксел; † 10 май 1813, Брюксел, женен на 27 април 1803 г. в Брюксел за графиня Луиза ван дер Ноот де Дурас (* 15 септември 1785, Брюксел; † 4 март 1863, Париж)
- Адалберт Ксавиер (* 26 август 1767; † 23 май 1771)
- Мари Кристина Леополдина (* 25 май 1757, Брюксел; † 13 септември 1830, Теплиц), омъжена на 31 януари 1775 г. в Брюксел за княз Йохан Непомук фон Клари и Алдринген (* 17 декември 1753, Виена; † 3 януари 1826, Виена)
- Еуфемия Кристина Филипина (* 18 юли 1773, Брюксел; † 30 март 1834, Виена), омъжена на 11 септември 1798 г. за граф Йохан Баптист Палфи аб Ердьод (* 6 април 1775; † 15 март 1811)
- Флоре Аделайда Каролина (* 8 ноември 1775, Брюксел; † 9 декември 1851, Виена), омъжена 1812 г. за фрайхер Рабан фон Шпигел и Пикелсхайм (* 6 ноември 1772, Байройт; † 9 януари 1836)

Шарл-Йозеф има афера с графиня Мария Вилхелмина Йозефа фон Найперг (* 30 април 1738; † 21 октомври 1775, Виена), съпруга (от 1755) на княз Йохан Адам фон Ауершперг (1721 – 1795), дъщеря на граф Вилхелм Райнхард фон Найперг (1684 – 1774) и графиня Мария Франциска Терезия Кевенхюлер (1702 – 1760). Тя има (вероятно) афера и с император Франц I Стефан (1708 – 1765).
Шарл-Йозеф има с Аделаида Фльори една дъщеря:
- Кристина (* 4 януари 1788; † 19 май 1867), омъжена на 6 октомври 1811 г. за граф Мориц О'Донел фон Тирконел (* 18 март 1780; † 1 декември 1843)

## Произведения
- Mélanges militaires, littéraires et sentimentaires, 34 Bde., Paris 1795 – 1811.
- Vie du prince Eugène de Savoie, Paris 1809.
- W. G. Becker: Der Garten zu Beloeil nebst einer kritischen Übersicht der meisten Gärten Europens. Dresden 1799.
- Günther Elbin: Literat und Feldmarschall. Briefe und Erinnerungen des Fürsten Charles Joseph de Ligne. Stuttgart 1979.
- Jeroom Vercruysse, Bruno Colson: Mon Journal de la guerre de Sept Ans. Honoré Champion, Paris 2008 (L'Âge des Lumières 44), ISBN 978-2-7453-1711-7.